# Samba (filme)
Samba (bra/prt: Samba) é um filme francês de 2014, do gênero comédia dramática, dirigido por Olivier Nakache e Éric Toledano, com roteiro deles e ainda Muriel Coulin baseado no romance ''Samba pour la France, de Delphine Coulin.
No Brasil, foi apresentado pela California Filmes no Festival Varilux de Cinema Francês 2015, e foi o filme mais assistido da edição.

## Sinopse
Samba é um imigrante do Senegal que vive há 10 anos na França, trabalha em um restaurante como lavador de pratos, mas tem problemas com a imigração e acaba por ser preso. Alice é uma executiva que sofreu uma crise de síndrome de burnout e, agora, trabalha como voluntária em uma ONG que ajuda imigrantes em situação irregular como parte de seu tratamento. Duas vidas com poucas perspectivas que se cruzam e iniciam um relacionamento insólito.

## Elenco
- Omar Sy: Samba Cissé
- Charlotte Gainsbourg: Alice
- Tahar Rahim: Wilson
- Izïa Higelin: Manu
- Hélène Vincent: Marcelle
- Liya Kebede: Gracieuse
- Isaka Sawadogo: Jonas
- Jacqueline Jehanneuf: Maggy
- Youngar Fall: Lamouna
- Christiane Millet: Madeleine

## Recepção
Na França, o filme tem uma média de 3,6/5 no AlloCiné calculada a partir de 31 resenhas da imprensa. No agregador de críticas Rotten Tomatoes, que categoriza as opiniões apenas como positivas ou negativas, o filme tem um índice de aprovação de 62% calculado com base em 68 comentários dos críticos que é seguido do consenso: "Samba não é o melhor esforço dos diretores Olivier Nakache e Eric Toledano, mas as deficiências do filme são parcialmente contrabalançadas por seu grande coração e elenco talentoso."

## Prêmios e indicações
| Prêmio       | Categoria                | Recipiente           | Resultado                   |
| ------------ | ------------------------ | -------------------- | --------------------------- |
| César 2015   | Melhor atriz coadjuvante | Izïa Higelin         | Indicado                    |
| Lumière 2015 | Melhor atriz             | Charlotte Gainsbourg | Indicado[carece de fontes?] |